# K osztály (könnyűcirkálók)
A K osztályú könnyűcirkálók a német Reichsmarine és a későbbi Kriegsmarine cirkálói voltak. A cirkálóosztály onnan kapta nevét, hogy a K osztályú cirkálókat K kezdőbetűs városokról nevezték el. Az osztály három hajója a Königsberg, a Karlsruhe és a Köln volt. Néha Königsberg osztálynak is nevezik az osztályt, mivel az első K osztályú cirkáló a Königsberg volt.
A cirkálóosztályt az 1920-as években tervezték, úgy, hogy a hajók megfeleljenek a versailles-i békeszerződésben előírt 6000 tonnás maximális vízkiszorítás feltételének. Hogy sikerüljön a megengedett súlyhatár alatt tartani a hajók tömegét, a hajók 85%-án csavarozás helyett hegesztést alkalmaztak. Később ez problémákhoz vezetett, ugyanis a hegesztések nem bírták olyan jól a hosszabb utakat, mint ahogy azt korábban remélték. A Köln éppen emiatt volt kénytelen megszakítani egyik útját, és megállni San Diegóban, ahol megjavították. Mindemellett a hajók komoly stabilitási gondokkal is küzdöttek, melyek miatt a hajók nem voltak képesek túl messze elhajózni a hazai vizektől, ezért főként az Északi- és a Balti-tengeren teljesítettek szolgálatot a második világháború alatt.
A fő lövegek három, tripla-csövű lövegtoronyba voltak csoportosítva, melyek közül egy torony volt a hajó elején, kettő pedig a hátulján. Ezzel a szokatlan elhelyezéssel sikerült csökkenteniük a hajók vízkiszorítását. Hogy a lövegtornyok közül ne csak az egyik tudjon közvetlenül előrefelé lőni, a hátsó két lövegtornyot nem pont a hajó hosszanti középvonalán helyezték el. A leghátsó löveget a hajó jobb oldalára, a középsőt pedig a hajó bal oldalára tették. Ennek eredményeképp, a középső löveg a hajó bal oldalán tudott előrefelé lőni, a leghátsó löveg pedig a hajó jobb oldalán. Ezzel a megoldással jelentősen csökkent annak a területnek a mérete, melyre egyedül csak a hajó elején lévő löveg tudott tüzelni. Azzal, hogy a lövegeket nem középen helyezték el, segítették egy kazán-terem kialakítását is. A hajók egyszerre rendelkeztek gőzturbinával és dízelmotorral is. A gőzturbinát a gyorsabb haladáshoz használták, míg a dízelmotor az üzemanyag takarékos hajózáshoz kellett. A kétfajta meghajtást nem lehetett egyszerre alkalmazni.
A Königsberg és a Karlsruhe a Norvégia elleni támadásban odavesztek. A Karlsruhét egy tengeralattjáró torpedója találta el Kristiansund partjainál, a Königsberg pedig bombatalálatot kapott Bergen közelében. A Kölnt a háború nagy részében kiképzőhajóként használták, mielőtt Wilhelmshaven sekély kikötőjében el nem süllyedt, a szövetségesek repülőgépeinek bombáitól. Ennek ellenére, a Köln még képes volt az előretörő szövetséges csapatok ágyúzására a vízfelszín felé kinyúló lövegtornyaival.
A K osztály utódja, a végül két hajóból álló Leipzig osztály volt. Ebbe az osztályba a Leipzig és a Nürnberg tartozott. A két osztály közötti legjelentősebb különbség az volt, hogy a K osztály két kéménye helyett a Leipzig osztályú cirkálókon mindössze egy kémény volt, a két hátsó löveg a hajó középvonalán helyezkedett el, valamint némi különbség volt a motorok közt is (de a kettős meghajtás itt is megmaradt). A Leipzig osztályú cirkálóknak is hasonló szerkezeti problémáik voltak mint a K osztályú társaiknak, így ezek a hajók is főként a Balti- és Északi-tengeren teljesítettek szolgálatot a második világháború során.

## Galéria

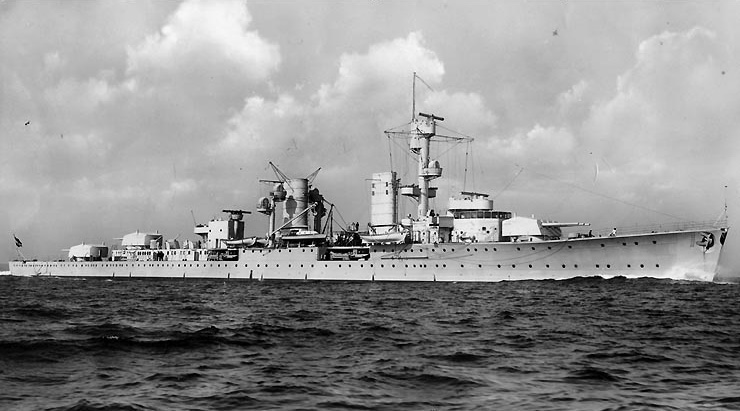
A Karlsruhe könnyűcirkáló 1930-ban.
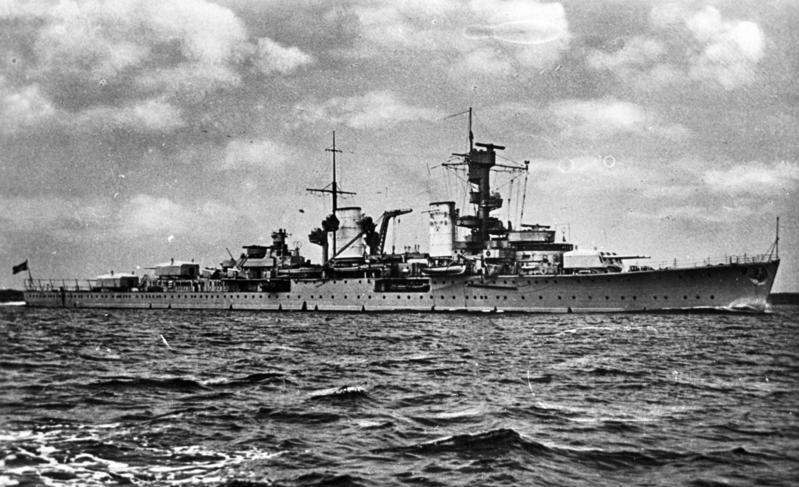
A Köln könnyűcirkáló 1936-ban.
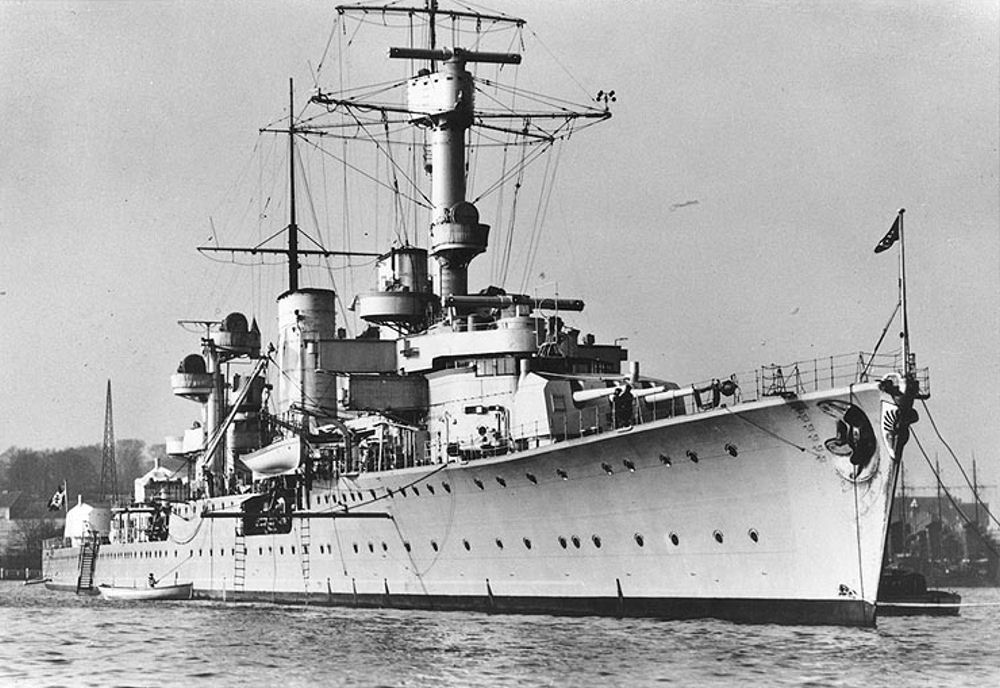
A Königsberg könnyűcirkáló 1936-ban.
A K osztály páncélzatának felépítését ábrázoló jellegrajz.
A K osztály 3 db 15 cm SK C/25 ágyúval felszerelt fő lövegtornyának felépítését ábrázoló jellegrajz.